# Leopoldine Androschin
Leopoldine Androschin, Pseudonym Leopoldine Hörmann (* 23. Jänner 1902 in Raab; † 10. Dezember 1995 in Vorchdorf) war eine österreichische Lehrerin und Schriftstellerin.
Sie lebte in ihrem Ruhestand in Linz und verfasste vor allem Tiergeschichten.

## Werke
- Tiergeschichten. Tierschutzverein, Salzburg 1949.[4]
- Bunte Märchenwelt. 1950.[5]
- Aus der Welt der Tiere. 1950.[5]